# Ostoboże
Ostoboże – dawna wieś. Tereny, na których leżała, znajdują się obecnie na Białorusi, w obwodzie witebskim, w rejonie szarkowszczyńskim, w sielsowiecie Hermanowicze.
Dawniej używane nazwy – Hostoboże, Michasionki.

## Historia
W czasach zaborów wieś w okręgu wiejskim Sinica, w gminie Stefanpol, w powiecie dzisieńskim, w guberni wileńskiej Imperium Rosyjskiego. Pod koniec XIX wieku należała do dóbr Sinica, własność Pawłowa, dawniej Borowskich.
W latach 1921–1945 wieś leżała w Polsce, w województwie wileńskim, w powiecie dziśnieńskim, w gminie Stefanpol, a od 1926 roku w gminie Hermanowicze.
Powszechny Spis Ludności z 1921 roku wymienia Hostoboże I i Hostoboże II. 
- Hostoboże I zamieszkiwało 62 osoby, 40 było wyznania rzymskokatolickiego a 22 prawosławnego. Jednocześnie 13 mieszkańców zadeklarowało polską a 49 białoruską przynależność narodową. Było tu 11 budynków mieszkalnych[2].

- Hostoboże II zamieszkiwało 59 osób, 27 było wyznania rzymskokatolickiego a 32 prawosławnego. Jednocześnie wszyscy mieszkańcy zadeklarowali białoruską przynależność narodową. Było tu 11 budynków mieszkalnych[2].
- W 1931 wieś Ostoboże w 25 domach zamieszkiwało 126 osób[3].

Wierni należeli do parafii rzymskokatolickiej w Hermanowiczach i prawosławnej w Stefanpolu. Miejscowość podlegała pod Sąd Grodzki w Łużkach i Okręgowy w Wilnie; właściwy urząd pocztowy mieścił się w Stefanpolu.
W wyniku napaści ZSRR na Polskę we wrześniu 1939 miejscowość znalazła się pod okupacją sowiecką. 2 listopada została włączona do Białoruskiej SRR. Od czerwca 1941 roku pod okupacją niemiecką. W 1944 miejscowość została ponownie zajęta przez wojska sowieckie i włączona do Białoruskiej SRR.